# Safia demera
Safia demera är en fjärilsart som beskrevs av William Schaus 1901. Safia demera ingår i släktet Safia och familjen nattflyn. Inga underarter finns listade.